# Новые Драчинцы
Новые Драчинцы (укр. Нові Драчинці) — село в Мамаевской сельской общине Черновицкого района Черновицкой области Украины.
До 2020 года входило в Кицманский район
Население по переписи 2001 года составляло 615 человек. Почтовый индекс — 59354. Телефонный код — 3736. Код КОАТУУ — 7322583004.